# Lingulabotys
Lingulabotys is een geslacht van vlinders van de familie van de grasmotten (Crambidae). De wetenschappelijke naam van dit geslacht is voor het eerst voorgesteld door Koen Maes in een publicatie uit 2025.

## Soorten
- Lingulabotys haesitans (Meyrick,1934)
- Lingulabotys nubilinea (Bethune-Baker,1909)